# CCC Polsat Polkowice/2010
Deze pagina geeft een overzicht van de CCC Polsat Polkowice wielerploeg in 2010.

## Algemeen
Sponsors: CCC, Polsat (televisiezender)
Algemeen manager: Krzysztof Korsak
Ploegleiders: Marek Leśniewski, Piotr Wadecki, Robert Krajewski
Fietsmerk: Merida

## Renners
| Naam                  | Geboortedatum | Nationaliteit | Ploeg 2009                      |
| --------------------- | ------------- | ------------- | ------------------------------- |
| Dariusz Batek         | 27-04-1986    | Polen         | Geen ploeg                      |
| Łukasz Bodnar         | 10-05-1982    | Polen         |                                 |
| Aleksander Dorozala   | 14-09-1985    | Polen         | Neo                             |
| Adrian Honkisz        | 27-02-1988    | Polen         |                                 |
| Sylwester Janiszewski | 24-01-1988    | Polen         | Legia-Felt                      |
| Krzysztof Jeżowski    | 30-08-1975    | Polen         |                                 |
| Tomasz Kiendyś        | 23-06-1977    | Polen         |                                 |
| Tomasz Lisowicz       | 23-02-1977    | Polen         |                                 |
| Tomasz Marczyński     | 06-03-1984    | Polen         | Miche-Silver Cross-Selle Italia |
| Bartłomiej Matysiak   | 11-09-1984    | Polen         |                                 |
| Jarosław Rębiewski    | 27-02-1974    | Polen         |                                 |
| Tomasz Repinski       | 27-01-1987    | Polen         | Legia-Felt                      |
| Tomasz Smoleń         | 03-02-1983    | Polen         |                                 |
| Adam Snitzko          | 20-12-1984    | Polen         | Neo                             |
| Marcin Tomaszewski    | 09-08-1974    | Polen         | Neo                             |
| Kamil Zieliński       | 03-03-1988    | Polen         |                                 |

## Belangrijke overwinningen
| Ronde van Taiwan 6e etappe: Tomasz Smoleń Szlakiem Grodow Piastowskich 2e etappe: Tomasz Marczyński 3e etappe: Łukasz Bodnar Carpathia Couriers Path 2e etappe: Adrian Honkisz 3e etappe: Adrian Honkisz Eindklassement: Adrian Honkisz Ronde van Malopolska 2e etappe: Adam Snitzko 3e etappe: Tomasz Smoleń Puchar Ministra Obrony Narodowej Winnaar: Bartłomiej Matysiak Szlakiem walk mjr. Hubala 1e etappe: Tomasz Kiendyś 2e etappe: Adrian Honkisz Eindklassement: Tomasz Kiendyś Ronde van Seoul 1e etappe: Tomasz Marczyński Eindklassement: Tomasz Marczyński |

2000 · 2001 · 2002 · 2003 · 2004 · 2005 · 2006 · 2007 · 2008 · 2009 · 2010 · 2011 · 2012 · 2013 · 2014 · 2015 · 2016 · 2017 · 2018 · 2019 · 2020